# Astragalus norvegicus
Astragalus norvegicus es una hierba de la familia de las leguminosas.

## Descripción
Planta robusta, erecta, generalmente glabra, perenne, de hasta 40 cm; hojas pinnadas normalmente con 6-7 pares de foliolos oblongo-ovados, mellados, glabros cuando maduran. Flores violeta pálido, de 1-1,2 cm, en inflorescencias densas ablongas con hasta 30 flores en tallos más largos que la hoja de debajo. Vaina ovoide, de aproximadamente 1 cm, con pelos negruzcos cuando la vaina es joven.

## Distribución y hábitat
En Europa en la zona ártica y en montañas. En Noruega, Suecia, Austria, República Checa, Rusia y quizá en Rumanía.

## Taxonomía
Astragalus norvegicus fue descrita por  Georg Heinrich Weber y publicado en Plantarum Minus Cognitarum Decuria 13. 1784.
Etimología
Astragalus: nombre genérico derivado del griego clásico άστράγαλος y luego del Latín astrăgălus aplicado ya en la antigüedad, entre otras cosas, a algunas plantas de la familia Fabaceae, debido a la forma cúbica de sus semillas parecidas a un hueso del pie.
norvegicus: epíteto geográfico que alude a su localización en Noruega.
sinonimia
- Astragalus alpinus subsp. arcticus Glehn
- Astragalus alpinus subsp. arcticus "Lindm., p.p.A"
- Astragalus alpinus var. giganteus Pall.
- Astragalus giganteus (Pall.) E.Sheld.
- Astragalus lapponicus (DC.) Schischk.
- Astragalus oroboides Hornem.
- Astragalus subpolaris Boriss. & Schischk
- Tragacantha lapponica (DC.) Kuntze[4]